# オクヤマ
オクヤマは、神奈川県横浜市に本社を置く、日本の車両パーツメーカー。

## 沿革
- 1977年 - 横浜市鶴見区駒岡町2008-1において奥山製作所として開業。
- 1980年 - 横浜市港北区新吉田町に事務所移転
- 1981年 - 横浜市港北区新吉田町2816において、有限会社奥山製作所設立（資本金300万円）、モータースポーツブランド「DASH」を設立。モータースポーツ分野に本格的に進出。
- 1987年 - 有限会社奥山製作所を解散。横浜市都筑区池辺町4539において株式会社オクヤマ設立（資本金1,000万円）
- 1993年 - ストリートパーツブランド「CARBING」を設立。
- 1994年 - 山形県南陽市法師柳356-1において、山形営業所設立。
- 2003年 - 香港「TOP RACING」と代理店契約
- 2004年 - シンガポール「ガレージR」と代理店契約、「東京オートサロン2004 with NAPAC」に出展（幕張メッセ）。「ラリージャパン2004」参戦（ドライバー：宝田芳浩/コ・ドライバー：高橋昭彦）
- 2005年 - タイ「ATP MOTOR SPORT」と代理店契約。コンパクトカー専用ブランド「DRASTIC1」を設立。「東京オートサロン2005 with NAPAC」に出展。（幕張メッセ）「ラリージャパン2005」参戦（ドライバー：岩下英一/コ・ドライバー：高橋昭彦）。北米「TEIN U.S.A」と代理店契約。
- 2006年 - 「東京オートサロン2006 with NAPAC」に出展。（幕張メッセ）「ラリージャパン2006」参戦（ドライバー：岩下英一/コ・ドライバー：高橋昭彦）。
- 2007年 - 全日本プロドリフト選手権に「TEAM OKUYAMA」としてエントリー。
- 2008年 - 「NISMO FESTIVAL at FUJI SPEEDWAY」に出展。「WRCラリージャパン2008」参戦　クラス優勝（ドライバー：岩下英一/コ・ドライバー：高橋昭彦）

## 概要
設立は1977年（昭和52年）。「ハイパフォーマンス」「ハイクオリティー」の2つのキーワードを軸にモータースポーツ用アフターパーツメーカーとして、ロールケージ、ストラットタワーバー、ボディ補強パーツなどを開発ならびに製造販売を行っている。
Made in Japan のクオリティーの高い商品作りに拘りをもってパーツ製作を行なっており、有名チームのボディ製作やボディ補強、ロールケージの製作を行なっている。
また海外ラリーや、国内の全日本ダートトライアル選手権、全日本ジムカーナ選手権に、エントラント「チームオクヤマ」として参戦している。
全日本ジムカーナ選手権では、改造無制限車両のDクラスで1988年、1989年、1990年と3年連続チャンピオンを獲得、全日本ダートトライアル選手権では、1993年ランサーエボリューションIで出場し、シリーズチャンピオンを獲得している。そして2003年、10年ぶりにランサーエボリューションVIIIにてチャンピオンを獲得している。
2008年には、FIA WORLD RALLY CHAMPIONSHIP 「RALLY JAPAN」にてクラス優勝を果たす。

## ブランド
- DASH（ダッシュ） - モータースポーツ向けパーツのブランド。
- CARBING（カービング） - ストリート向けパーツのブランド。
- MAGIE SPORT（マジスポーツ） - エアロパーツのブランド。
- DRASTIC1（ドラスティックワン） - コンパクトカー用パーツのブランド。
- OKUYAMA（オクヤマ） - インポートカー（外車）向けパーツのブランド。

## 事業所
- 本社（神奈川県横浜市）
- 山形営業所（山形県南陽市）